# Breach (gruppo musicale)
I Breach sono stati un gruppo musicale post-hardcore svedese, formatosi nel 1993 e scioltosi nel 2001.

## Storia
La band si è formata a Luleå nel 1993, e ha pubblicato il suo primo album nel 1995. Poco dopo l'uscita di Kollapse i Breach hanno annunciato il loro scioglimento. La band ha suonato in una reunion a Stoccolma, il 6 dicembre 2007. Al termine del concerto i componenti hanno distrutto i propri strumenti, lasciando intendere ai propri fan che quello sarebbe stato il loro ultimo concerto assieme.

## Formazione

### Ultima
- Tomas Hallbom - voce
- Anders Ekström - chitarra
- Niklas Quintana - chitarra
- Johan Gustafsson - basso
- Tomas Turunen - batteria, percussioni
- Per Nordmark - percussioni

### Ex componenti
- Magnus Höggren - basso
- Kalle Nyman - basso
- Jejo Perkovic - batteria
- Janne Westerberg - batteria
- Erik Carlsson - chitarra
- Kristian Andersson - basso

## Discografia parziale

### Album
- 1995 - Friction
- 1997 - It's Me God
- 2000 - Venom
- 2001 - Kollapse

### EP
- 1994 - Outlines
- 2002 - Godbox

### Singoli
- 1996 - Old Songs vs. New Beats